# The Great American Bash 2004
The Great American Bash 2004 è stata la quindicesima edizione dell'omonimo evento in pay-per-view, la prima prodotta dalla World Wrestling Entertainment. L'evento, esclusivo del roster di SmackDown!, si è svolto il 27 giugno 2004 al Norfolk Scope di Norfolk.
Il main event del pay-per-view fu il 2-on-1 Handicap match tra The Undertaker e i Dudley Boyz (Bubba Ray Dudley e D-Von Dudley), vinto da The Undertaker dopo aver schienato D-Von in seguito all'esecuzione della Tombstone Piledriver. L'incontro predominante della card fu il Texas Bullrope match per il WWE Championship tra il campione Eddie Guerrero e lo sfidante John "Bradshaw" Layfield. JBL vinse il match e il WWE Championship dopo aver toccato con successo tutti e quattro gli angoli del ring. L'altro incontro predominante dell'undercard fu quello per il Cruiserweight Championship tra il campione Rey Mysterio e lo sfidante Chavo Guerrero, vinto da Mysterio con un sunset flip.

## Storyline
La rivalità principale dell'evento fu quella tra The Undertaker e i WWE Tag Team Champions, i Dudley Boyz. Nella puntata di SmackDown! del 27 maggio, Paul Heyman disse ai Dudley Boyz di "compiere un impatto". I Dudley Boyz risposero rapendo Paul Bearer, il manager di The Undertaker. La settimana successiva, Heyman disse a The Undertaker che l'unico modo per rivedere Bearer di nuovo sarebbe stato allearsi con i Dudley Boyz. Nella puntata di SmackDown! del 17 giugno, fu sancito un Handicap match tra The Undertaker e i Dudley Boyz per The Great American Bash, con la stipulazione che se Undertaker avesse perso, Bearer sarebbe stato sepolto vivo all'interno di una cripta di cemento.
Un'altra rivalità predominante fu quella per il WWE Championship tra il campione Eddie Guerrero e lo sfidante John "Bradshaw" Layfield. A Judgment Day, JBL sconfisse Eddie Guerrero per squalifica dopo essere stato colpito da Guerrero con il titolo WWE. Poiché un titolo non può passare di mano tramite squalifica, Guerrero mantenne la cintura. Nella puntata di SmackDown! del 27 maggio, il general manager Kurt Angle annunciò JBL come primo sfidante per il WWE Championship a The Great American Bash, e che avrebbe potuto scegliere la stipulazione del match. La settimana successiva, JBL annunciò che il suo match contro Guerrero sarebbe stato un Texas Bullrope match, nel quale la vittoria si ottiene dopo aver toccato, in successione, tutti i quattro angoli del ring.
La rivalità predominante dell'undercard fu quella per lo United States Championship tra il campione John Cena e gli sfidanti René Duprée, Booker T e Rob Van Dam. A Judgment Day, John Cena sconfisse René Duprée mantenendo lo United States Championship. Quattro giorni più tardi a SmackDown!, Duprée sconfisse Cena per count out dopo averlo colpito con un colpo basso, a causa della stipulazione Cena mantenne il titolo. La settimana successiva, a SmackDown!, Cena sconfisse Duprée in un Lumberjack match mantenendo il titolo. Nella puntata di SmackDown! del 3 giugno, Cena si confrontò con Booker T per l'interferenza di quest'ultimo nel Lumberjack match della settimana precedente. Il general manager Kurt Angle disse a Cena di abbandonare l'arena, ma Booker T colpì Cena spingendolo contro Angle. Angle disse di togliere il titolo a Cena per quello che aveva fatto. La settimana successiva, a SmackDown!, Cena affrontò Booker T, Van Dam e Duprée rispettivamente in incontri singoli con un tempo limite di cinque minuti. Ciò portò Angle a far difendere a Cena lo United States Championship in un fatal four-way match. Nella puntata di SmackDown! del 17 giugno, Angle cambiò il match in un match ad eliminazione.
La rivalità tra le divas fu quella tra Sable e Torrie Wilson. A WrestleMania XX, Sable e Torrie sconfissero le divas di Raw, Miss Jackie e Stacy Keibler, ma, quando Torrie venne inclusa nella copertina della rivista di SmackDown!, Sable divenne una heel, frustrando tutta la sua gelosia nei confronti di Torrie, che si concluse in una rissa tra le due. In seguito, venne annunciato un match tra le due per The Great American Bash.

## Evento
Prima della messa in onda dell'evento, Spike Dudley sconfisse Jamie Noble a Sunday Night Heat.

### Match preliminari
Il primo match dell'evento fu il fatal four-way match valevole per lo United States Championship tra il campione John Cena e gli sfidanti René Duprée, Booker T e Rob Van Dam. Cena eliminò Van Dam con un roll-up. Booker eliminò Duprée per schienamento in seguito a una F-U di Cena. Cena a sua volta eliminò Booker T con la F-U riuscendo a mantenere il titolo.
Il match successivo fu quello tra Luther Reigns e Charlie Haas. Dopo un gran predominio di Reigns, quest'ultimo colpì Haas con il Reigns of Terror per schienarlo e vincere l'incontro.
Il match successivo fu quello valevole per il Cruiserweight Championship tra il campione Rey Mysterio e lo sfidante Chavo Guerrero. Durante il match, Guerrero si portò in vantaggio su Mysterio applicando diverse prese di sottomissione al ginocchio di quest'ultimo. Dopo un batti e ribatti, Mysterio schienò Guerrero con un sunset flip per mantenere il titolo.
Il quarto match fu quello tra Kenzo Suzuki e Billy Gunn. Durante il match, entrambi si portarono in vantaggio l'uno sull'altro. Nel finale, Suzuki vinse il match dopo l'esecuzione di un inverted headlock backbreaker ai danni di Gunn.
Il match che seguì fu quello tra Sable e Torrie Wilson. Sable controllò gran parte del match dopo che applicò una criss-cross choke su Torrie. Dopo che entrambe corsero una verso l'altra, Sable schienò Torrie con uno schoolgirl per vincere il match.
Il sesto match fu quello tra Mordecai e Hardcore Holly. Nel finale, Mordecai eseguì una Crucifix powerbomb su Holly per poi schienarlo e vincere il match.

### Match principali
L'incontro seguente fu il Texas Bullrope match valevole per il WWE Championship tra il campione Eddie Guerrero e lo sfidante John "Bradshaw" Layfield. Durante il match, Guerrero colpì JBL al volto con una sedia d'acciaio causandogli l'apertura di una ferita alla testa. In seguito, Guerrero toccò tre angoli del ring, ma non riuscì a toccare il quarto poiché JBL lo fermò. Guerrero eseguì un dropkick su JBL per poi andare a toccare tre angoli del ring, ma JBL gli impedì ancora una volta di toccare l'ultimo angolo. Successivamente, JBL gettò Guerrero sul tavolo dei commentatori per poi schiantarcelo sopra con una Powerbomb. Nel finale, entrambi toccarono tre angoli del ring e cercarono, dunque, di toccare il quarto ed ultimo angolo. Guerrero provò a saltare sopra JBL per toccare l'angolo, ma così facendo sia Guerrero che JBL finirono contro l'ultimo angolo. Guerrero fu dichiarato vincitore poiché sembrava che avesse toccato per primo l'angolo. Tuttavia, il general manager Kurt Angle rovesciò la decisione arbitrale dopo aver visto il replay che dimostrava che le spalle di JBL toccarono l'angolo prima della mano di Guerrero (Angle dichiarò che gli angoli potevano essere toccati con qualsiasi parte del corpo, poiché ciò che contava era esclusivamente chi toccava per primo gli angoli). Dato ciò, JBL vinse il match e conquistò il WWE Championship per la prima volta.
Il main event vide The Undertaker affrontare i WWE Tag Team Champions, i Dudley Boyz, in un 2-on-1 Handicap match. Data la stipulazione del match, se The Undertaker avesse perso, Paul Bearer sarebbe stato sepolto vivo dentro una cripta di cemento. Durante il match, sia The Undertaker che i Dudley Boyz si portarono in vantaggio l'uno sull'altro. Nel finale, The Undertaker schienò D-Von dopo l'esecuzione di un Tombstone Piledriver per vincere l'incontro e salvare Bearer. Tuttavia, al termine del match, The Undertaker tirò comunque la leva per seppellire Bearer dentro la cripta di cemento.

## Risultati
| #    | Incontri                                                                   | Stipulazioni                                                           | Durata |
| ---- | -------------------------------------------------------------------------- | ---------------------------------------------------------------------- | ------ |
| Heat | Spike Dudley ha sconfitto Jamie Noble                                      | Single match                                                           | 4:13   |
| 1    | John Cena (c) ha sconfitto Booker T, René Duprée e Rob Van Dam             | Fatal four-way elimination match per il WWE United States Championship | 15:52  |
| 2    | Luther Reigns (con Kurt Angle) ha sconfitto Charlie Haas (con Miss Jackie) | Single match                                                           | 7:11   |
| 3    | Rey Mysterio (c) ha sconfitto Chavo Guerrero                               | Single match per il WWE Cruiserweight Championship                     | 19:40  |
| 4    | Kenzo Suzuki (con Hiroko) ha sconfitto Billy Gunn                          | Single match                                                           | 8:06   |
| 5    | Sable ha sconfitto Torrie Wilson                                           | Single match                                                           | 6:06   |
| 6    | Mordecai ha sconfitto Hardcore Holly                                       | Single match                                                           | 6:31   |
| 7    | John "Bradshaw" Layfield ha sconfitto Eddie Guerrero (c)                   | Texas bullrope match per il WWE Championship                           | 21:06  |
| 8    | The Undertaker ha sconfitto The Dudley Boyz (con Paul Heyman)              | Two-on-one handicap match                                              | 14:42  |

### Fatal four-way elimination match
| #         | Wrestler      | Eliminato da | Tempo |  |
| --------- | ------------- | ------------ | ----- |  |
| 1         | Rob Van Dam   | John Cena    | 8:19  |  |
| 2         | René Duprée   | Booker T     | 11:17 |  |
| 3         | Booker T      | John Cena    | 15:52 |  |
| Vincitore | John Cena (c) |              |       |  |